# David Christian Larsson
David Christian Helge Larsson, född 25 april 1943 i Malmö, död 21 oktober 1996, var en svensk konstnär från Malmö. Han var son till Hans Larsson.
I sitt måleri omvandlade han musikaliska klanger, samt landskapsupplevelser till starkt abstraherade organiskt, rytmiska färg och formkompositioner. Han hade separatutställningar på flertal platser i Skåne och medverkade också i temautställningar och i Skånes konstförenings jurybedömda visningar.
Han finns representerad i Malmö Konstmuseum, Helsingborgs museum och Regionmuseet Kristianstad, Malmö stads kulturnämnd, Malmöhus, Kristianstads, Hallands och Örebro läns landsting, Rederi AB Ferry, Skånska Banken, Skandinaviska Banken, Skånska Cement och Trygg-Hansa. Medlem i KRO. Larsson är begravd på Sankt Pauli mellersta kyrkogård i Malmö.